# Noras schwache Stunde
Noras schwache Stunde ist eine US-amerikanische Filmkomödie aus dem Jahr 1949 von William D. Russell mit Claudette Colbert in der Titelrolle. Weitere Hauptrollen wurden mit Robert Young und George Brent besetzt. Der Film wurde von Crest Productions produziert und von RKO Pictures in den Verleih gebracht. Er basiert auf einer Originalstory von Frederick Kohner und Joseph Fields. Im deutschsprachigen Raum kam er bislang nur in Österreich zur Aufführung.

## Handlung
Der New Yorker Steuerberater Paul Martin verkündet seinen besorgten Angestellten, dass er Major Shelley, ehemaliger Angehöriger der US Army, engagiert hat, um seine Firma auf Vordermann zu bringen. Zu Pauls Überraschung ist Major Shelley eine Frau namens Nora. Zuerst will Paul sein Stellenangebot zurückziehen, doch seine Angestellten drohen mit der Kündigung, sollte er statt Nora einen Mann einstellen. 
Nach drei Monaten läuft Pauls Unternehmen hervorragend. Seine männlichen Klientel ist von Nora begeistert. Ihm fällt auf, dass sich Nora für spezielle Kundenakten interessiert und befragt sie. Nora gibt an, sie suche einen passenden Ehemann und könne an den Steuerunterlagen erkennen, wer geeignet sei. Paul befürchtet, dass Nora ihren Posten kündigen wird, sobald sie geheiratet hat und macht sich über ihre Worte lustig. Einige Zeit später kann Paul seinen Freund Steve Adams dazu bringen, Noras Plan zu durchkreuzen, indem Steve sie umgarnen und dann sitzen lassen soll. Paul legt eine manipulierte Akte über den wohlhabenden Archäologen und Kurator an, für die sich Nora sofort interessiert. Und tatsächlich studiert Nora aufmerksam die Akte. Eine Einladung zum Diner nimmt sie erfreut an. 
Noras Aussicht auf einen unterhaltsamen Abend im Nachtclub zerschlägt sich, als Steve mit ihr ein Tanzlokal im Hafenviertel aufsucht. Der junge Seemann Timothy wirft einem Mann Taschendiebstahl vor und will eine Schlägerei beginnen. Zu Steves Erstaunen tritt Nora zwischen die Männer und beruhigt die aufgeheizte Stimmung. Timothy erhält seine Brieftasche zurück und wird von Steve zu einem Drink eingeladen, bei dem er Nora als seine Kusine ausgibt. Steve, Nora und Timothy besuchen danach eine Wrestling-Vorstellung. Wieder überrascht Nora Steve, als sie den Kampf mitfiebernd anschaut und dem Sieger Litka einen Strauß Blumen zuwirft. Steve kann Litka zuflüstern, dass Nora ihn gerne nach der Vorstellung sehen würde. Litka begleitet Steve, Nora und Timothy zu einem Fischrestaurant, das er besitzt. Nora erzählt über die Kampfart Jiu Jitsu, die sie in Japan erlernt hat. Um ihre Fähigkeiten zu demonstrieren, bringt sie Steve mit Leichtigkeit zu Boden. Als Litka Nora versehentlich zu Boden stößt, entsteht eine Schlägerei, die auf den benachbarten Fischmarkt übergreift, bis die Polizei eingreift und Steve, Nora, Timothy und Litka festnimmt.
Nach ihrer Freilassung gibt sich Nora reumütig gegenüber Steve, der sich über Noras Taktik amüsiert und sie küsst. In einem Restaurant begegnen sie Paul, der sich Steve vorstellt. Nach einem Tanz mit Nora ist Paul in sie verliebt und bittet am nächsten Tag um ein Rendezvous. Nora sagt höflich ab und verbringt den Abend mit Steve. Am nächsten Morgen ist sie etwas verkatert. Paul fordert Steve auf, ihrem Plan zu folgen und für angebliche Ausgrabungen in die Wüste zu fahren. Am Abend gesteht Nora Steve ihre Pläne, einen geeigneten Ehemann zu finden. Sie wird jedoch von Paul unterbrochen, der Steve eine Fahrkarte für ein Dampfschiff übergibt. Enttäuscht begleitet Nora Paul nach draußen, der ihr einen Antrag macht. Überrascht erbittet sie sich Bedenkzeit aus. 
Am nächsten Tag ist sich Nora ihrer Liebe zu Steve sicher. Sie sucht das Museum auf, um in seinem Büro auf ihn zu warten. Dort findet sie das Jahrbuch von Steves College-Jahrbuch und reißt ein Foto von Steve heraus. Zu Hause will sie das Foto in einen Rahmen stecken und erkennt Paul auf der anderen Seite des Fotos. Nun wird ihr klar, dass Paul und Steve ihr einen Streich spielen wollten und sinnt auf Rache. In der Folge akzeptiert die Pauls Antrag, benimmt sie sich auf der Arbeit wie ein naives Schulmädchen und kauft den billigsten Verlobungsring, den sie finden kann. Sie ignoriert Steves Versuche, sich zu entschuldigen und plant einen Umzug nach Washington. Steve lässt sich nicht beeindrucken und gibt in seinem Büro eine Verlobungsfeier. Dort erfährt er, dass Nora Pauls Antrag angenommen hat. Mit Litka als Leibwächter will Nora heimlich nach Washington abreisen. Steve und Paul können die Abfahrt verhindern und lösen dabei ein Verkehrschaos aus. Während Paul als Auslöser gilt und festgenommen wird, willigt Nora in eine Hochzeit mit Steve ein. 

## Produktion

### Hintergrund
Gedreht wurde der Film vom 21. Februar bis Anfang April 1949 in den RKO-Studios in Hollywood.
Ursprünglich war Dick Powell für die Rolle des Steve vorgesehen, wurde dann von Robert Young ersetzt.

### Stab
Carroll Clark und Albert S. D’Agostino oblag die künstlerische Leitung. Darrell Silvera und William Stevens waren für das Szenenbild zuständig. Verantwortliche Toningenieure waren Clem Portman und Frank Sarver. Musikalischer Direktor war Constantin Bakaleinikoff.

### Besetzung
In kleinen nicht im Abspann erwähnten Nebenrollen traten Georgia Caine, Hans Conried, Thurston Hall, Johnny Indrisano, Frank Orth, Harry Tyler und Harry Wilson auf.
Ann Tyrell gab hier ihr Filmdebüt.

## Veröffentlichung
Die Premiere des Films fand am 12. November 1949 statt. In Österreich kam er am 13. Juni 1950 in die Kinos.

## Kritiken
A. H. Weiler von der The New York Times befand, die Idee des Films sei genauso unoriginell wie die ersichtlich mühsame Ausführung der romantischen Farce. Seltsamerweise sei es offensichtlich, wer am Ende wen bekomme, doch auch vollkommen unwichtig.
Der Kritiker des TV Guide sah eine amüsante leichtgewichtige Farce.